# 피아노를 위한 여섯 개의 미뉴에트 (베토벤)
《피아노를 위한 여섯 개의 미뉴에트, WoO 10》은 루트비히 판 베토벤에 의해 쓰인 무곡 모음집이다.

## 개요
이 작품의 작곡 시기는 1795년경이며, 악보의 초판은 1796년에 빈에서 이루어졌다. 베토벤이 빈의 겨울 춤 시즌을 위해 쓴 수많은 무곡 모음집 중 하나로, 베토벤은 원래 관현악을 위한 버전, 두 개의 바이올린과 첼로를 위한 버전, 피아노를 위한 버전으로 각각 이 작품을 썼지만, 오늘날에는 피아노를 위한 버전 만이 살아 남아있다.
일반적으로 초보 피아니스트가 이 이 여섯 개의 미뉴에트에서 가장 처음으로 직면하는 것은 두 번째의 사장조 미뉴에트이다. 미뉴에트는 1660년경 프랑스에서 궁중의 춤곡으로 처음 등장했다. 베토벤이 이 작품을 작곡할 당시에 미뉴에트는 그 인기를 유지하기 위해 바로크 시대부터 살아남은 유일한 춤곡이었으며, 표준의 형식으로서 관현악, 소나타, 실내악과 같은 모든 유형의 다중 악장 기악에 정기적으로 포함되었다.

## 구성
피아노를 위한 총 여섯 개의 미뉴에트로 구성되며, 총 연주 시간은 13분 정도가 소요된다.
1. 미뉴에트 - 트리오 (다장조)
2. 미뉴에트 - 트리오 (사장조)
3. 미뉴에트 - 트리오 (내림마장조)
4. 미뉴에트 - 트리오 (내람나장조)
5. 미뉴에트 - 트리오 (라장조)
6. 미뉴에트 - 트리오 (가장조)

## 관련 링크
- 피아노를 위한 여섯 개의 미뉴에트, WoO 10 - 국제 악보 도서관 프로젝트(IMSLP)의 악보
- 피아노를 위한 여섯 개의 미뉴에트, WoO 10 음원 및 영상
  - 피아노를 위한 여섯 개의 미뉴에트, WoO 10 감상 - 연주자: 빌렘 (mp3)
  - 마리야 그린버그(바이올린)의 베토벤, 피아노를 위한 여섯 개의 미뉴에트 2번,3번,5번 연주 음원 (1957년 녹음) on YouTube
  - 아카마츠 린타로(바이올린)의 베토벤, 피아노를 위한 여섯 개의 미뉴에트 1번 연주 영상 on YouTube
  - 아카마츠 린타로(바이올린)의 베토벤, 피아노를 위한 여섯 개의 미뉴에트 2번 연주 영상 on YouTube
  - 예노 얀도(피아노)의 베토벤, 피아노를 위한 여섯 개의 미뉴에트 연주 음원 on YouTube